# Ящерица Линдгольма
Ящерица Линдгольма, или ящерица Линдхольма (лат. Darevskia lindholmi), — вид ящериц из семейства настоящих ящериц. Название дано в честь русского натуралиста Василия Адольфовича Линдгольма (1874—1935).
Общая длина достигает 20 см, значительную часть составляет довольно длинный хвост. Окраска у самцов коричнево-бурого, оливково-серого, а у самок — зелёного цвета. Голова заметно сжата. 
Любит горно-степную местность, предгорья, горные леса, встречается на морском побережье. Часто прячется в расщелинах, среди камней и в норах грызунов. Хорошо приспосабливается как к высоким, так и к низким температурам. Питается двукрылыми, прямокрылыми, муравьями, бабочками, жуками, пауками.
Яйцекладущая ящерица. Самка обычно откладывает от 2 до 5 яиц в июне. Молодые ящерицы появляются в августе и сентябре.
Эндемик Крыма. Встречается только в горных районах и на южном побережье полуострова. На побережье встречается около Феодосии, Алушты, Судака и Карадага.